# Veine digitale dorsale du pied
Les veines digitales dorsales du pied sont des veines superficielles du membre inférieur situées au niveau des orteils. Elles sont satellites des artères digitales dorsales du pied.

## Structures
Chaque orteil possède deux veines digitales dorsales du pied, une latérale et une médiale. Elles naissent dans les réseaux veineux sous-unguéaux situés sous les ongles. 
Elles cheminent d'avant en arrière pour se jeter dans les veines métatarsiennes dorsales et dans l'arcade veineuse dorsale du pied en formant éventuellement des courtes veines digitales dorsales communes. 
Elles reçoivent  les veines intercapitulaires du pied en provenance de l'arcade veineuse plantaire dans la commissure entre les orteils. 